# كورسنت
كورسنت هو كوكب أكيومينوبوليس خيالي ظهر في سلسلة أفلام حرب النجوم لأول مرة في فيلم حرب النجوم الجزء السادس: عودة الجيداي عام 1997.يقدر عدد سكان الكوكب ب 2 تريليون شخص.